# Douglas Costa

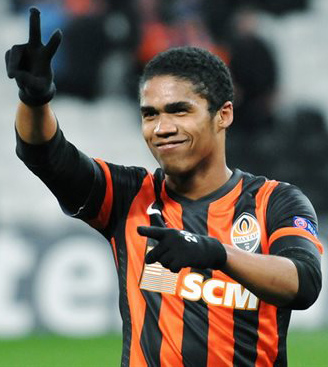
Douglas Costa

Douglas Costa de Souza (n. 14 septembrie 1990, Sapucaia do Sul, Rio Grande do Sul, Brazilia) cunoscut sub numele de Douglas Costa sau simplu, Douglas, este un fotbalist brazilian, care joacă pe post de mijlocaș lateral la Sydney FC în A-League. Pe plan internațional, are prezențe la națională pentru Brazilia U-20⁠(d) și Brazilia. Costa este recunoscut pentru driblingurile sale, viteza și abilitatea de a șuta.
El și-a început cariera la Grêmio, înainte de a se transfera la clubul ucrainean aflat sub conducerea lui Mircea Lucescu, Șahtar Donețk, în ianuarie 2010, pentru €6 milioane. El a câștigat numeroase trofee cu Șahtar incluzând o triplă internă (Premier League, Cupa și Super Cupa Ucrainei). În 2015 a fost transferat la Bayern pentru  €30 de milioane.